# 面波
面波（surface wave）又稱表面波，是沿不同介质（常常是两密度不同的流体）界面传播的波。折射率梯度波导下的电磁波也可以成为表面波。地波（沿地面传播的无线电波）也是一种表面波。

## 机械波
在地震中，面波也是地震波之一，在地球表面擴散，因此測量面波震級也是除測量矩震級外的另一種估計地震規模的方法。
对于浅源地震，中国习惯使用面波震级，美国则习惯使用体波震级或矩震级，这三个震级无法进行对比，但可以通过经验公式换算。

## 电磁波
在无线电学中，有表面波特征的电磁波也被称为地波，长波即是其中之一，它可以沿着地球表面传播。
由于地球表面和大气的折射率不同以及大气中的折射率渐变，低频的电磁波（如长波）会发生衍射，造成了“电磁波没有沿直线传播”的假象。另外，电离层也能反射长波。